# 廢墟建築學院

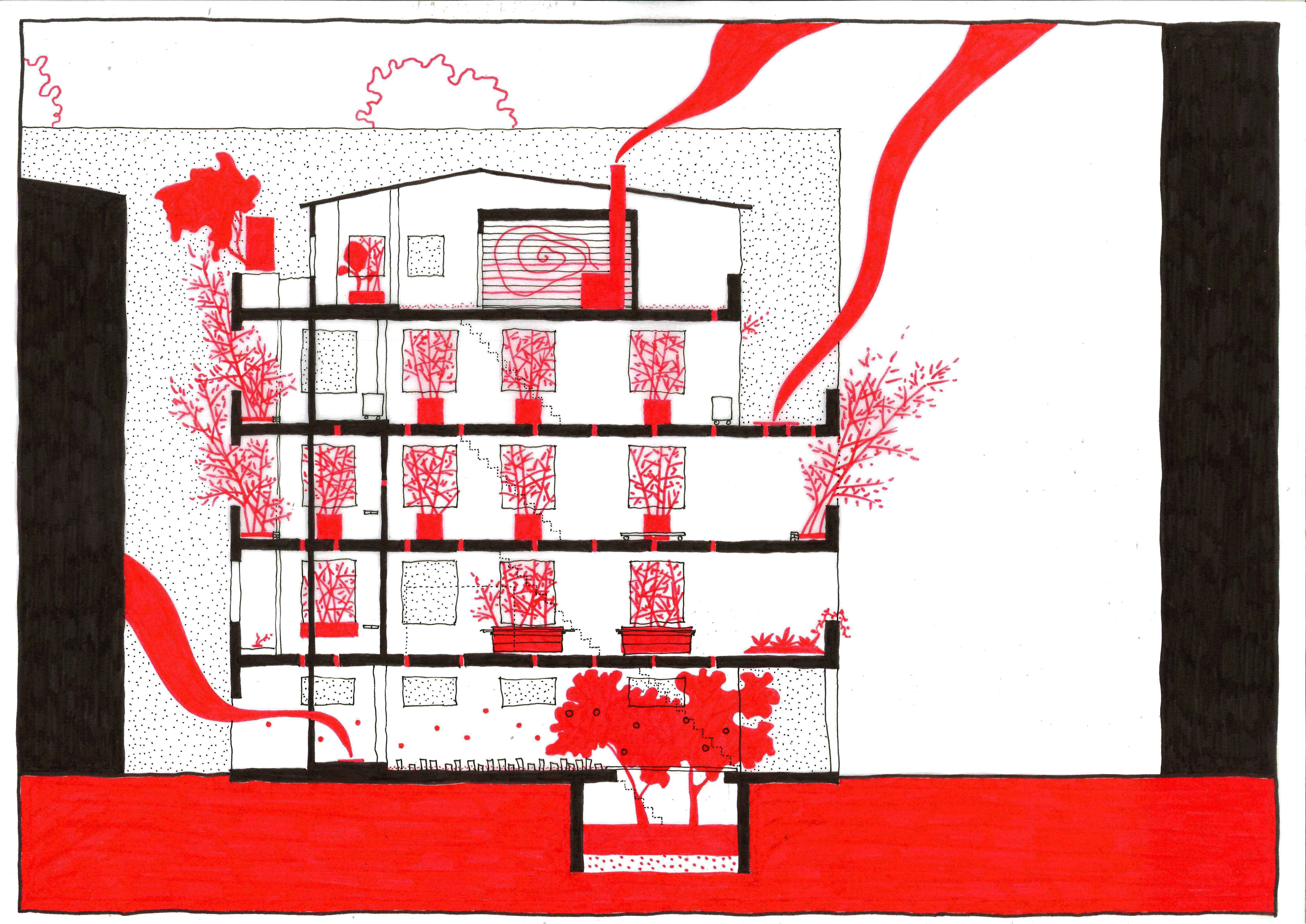
廢墟建築學院剖面圖。

廢墟建築學院是一間位於台灣台北的建築研究中心，由忠泰建築文化藝術基金會與芬蘭建築師馬可·卡薩格蘭領導的C 實驗室（Casagrande Laboratory ，簡稱 C-Lab）建築團隊合作於2010年成立。
廢墟建築學院位於台北市一棟五層樓的廢墟。其室內的牆壁皆打通以並移除所有窗戶來讓內部的植物生長。同時建築打同許多孔洞讓雨水進入。

## 外部連結
- 忠泰建築文化藝術基金會-廢墟建築學院
- Casagrande Laboratory-C 實驗室 （页面存档备份，存于）